# Літопис Сірого Ордену
«Літопис Сірого Ордену» — фентезійна трилогія українського письменника Павла Дерев'янка, що складається з трьох книжок: «Аркан вовків» (2019), «Тенета війни» (2020) та «Пісня дібров» (2022). Трилогія написана в жанрі темного фентезі з елементами стимпанку та альтернативної історії.

## Сетинг
Події трилогії відбуваються в альтернативно-історичному сетингу, де на середину XIX століття українці зберегли власну незалежну державу, засновану Богданом Хмельницьким — Український гетьманат. Українська держава перебуває у Двоморському союзі з Кримським ханством, Польським королівством і державою Литовською, які також зберегли незалежність, на відміну від реальності. Союз конфронтує з Північним Альянсом (шведи), Смарагдовою Ордою (яка завоювала Московію, а тому у світі немає Російської імперії) та Османською імперією. У вигаданому світі існують парові чумацькі вози, а пасажирські сполучення між віддаленими містами здійснюють цепеліни.
Сам автор відкидає, що його робота є альтернативною історією, адже він свідомо ввів багато анахронізмів. Зокрема, він називає тризуб, який хоч і був знаний від Київської Русі, набув нинішнього символічного значення лише за часів Грушевського. Також він вважає, що без Росії, яку за сюжетом завоювала Орда, «Український гетьманат», імовірно, був би «Руським гетьманатом».
Основою сетингу є Сірий Орден — таємничої організації на державній службі, члени якої є характерниками-вовкулаками, що в підлітковому віці проходять обряд ініціації, укладаючи угоду з могутнім потойбічним створінням, на ім'я Ґаад. В обмін на прокляття вони отримують вміння обертатись на вовка, невразливість до заліза та свинцю та замовляння ран, однак при тому стають вразливі до срібла. За сюжетом, Орден заснований легендарним козаком Мамаєм у XVII столітті, що став на вовчу стежку для захисту молодої держави Хмельницького. Сіроманці носять черес із трьома клямрами — бронзовою, срібною та золотою, що їх отримують за джурівство, ініціацію та вступ до Ордену відповідно. Характерники мають різні здібності та озброєння, тож поділені на різні курені й виконують різні завдання, як то розвідка, шпигування, дипломатичний супровід, диверсії та безпосередня участь у бойових діях. Сіроманці мають власну систему комунікації через мережу дубів, що виростають на місцях поховання загиблих характерників.

## Сюжет книжок
Сюжет розгортається навколо Сірого Ордену, а саме — п'ятьох характерників: наддніпрянця й сина двох характерників Северина Чорнововка, скромного та вдумливого таврійця Пилипа Олефіра, запального бабія зі Слобожанщини Гната Бойка; добродушного велетня-галичанина Яреми Ярового та попервах балакучого киянина Савки Деригори, який у ході подій «Аркана вовків» утратив свою особистість і став диваком з неочікуваними здібностями.

### Аркан вовків
Події відбуваються 1845 року. Провідним мотивом є спільні пригоди юних характерників Северина (на якому зосереджена оповідь), Пилипа, Яреми та Гната, що тільки-но вступили до лав Ордену. Вони проводять час разом і отримують свої перші завдання під командуванням досвідчених характерників. Невдовзі після знайомства авантюрист Савка зникає й починаються його пошуки, впродовж яких їм доводиться зустріти своїх перших ворогів і брати на себе відповідальність.

### Тенета війни
Події відбуваються 1852 року. Між подіями першої та другої частин характерники взяли участь у великій війні проти шведів. Провідним мотивом є прагнення знищити Сірий Орден з боку держави, розпочинається змова проти нього, що набирає все більших обертів. На тлі цих подій у формі флешбеків виринають особисті історії Северина, Пилипа, Гната й Яреми з їхніми психологічними травмами та втратами внаслідок війни. Савка повертається у вигляді скаліченого дивака, нездатного до адекватної комунікації, але наділеного незрозумілими всім іншим силами.

### Пісня дібров
Події відбуваються 1854 року. Між подіями другої та третьої частин Орден опинився на межі знищення, а гетьманат зазнав повномасштабного нападу з боку Смарагдової Орди. Характерники опинились у різних куточках країни, розбиті особистими трагедіями: Северин повертається до родини з потойбічного полону, Гнат через сімейні негаразди затято пиячить, Пилип усіма силами бореться зі Звіром всередині себе за підтримки Савки, а Ярема воює проти загарбників, нездатний до будь-чого іншого. Сіроманці вирішують зібратись разом і жорстоко помститися за Орден, націлюючись на імператора Смарагдової Орди та кривдників Ордену. Історія цієї книжки жертовна й філософська. Типово для темного фентезі, тут немає переможців і хепі-енду.

## Публікація
Початково трилогію видавав «Дім химер», однак після скандалу з засновником видавництва Владом Сордом автор розірвав контракт. 2025 року вийшло друком перевидання у «Видавництві Старого Лева», які увійшли до топів продажу видавництва.

## Сприйняття
«Літопис» отримав схвальні відгуки критиків, а за «Тенета війни» автор отримав відзнаку The Chrystalis Award від Європейського товариства наукової фантастики.
Павло Чуйкін з ITC.ua відзначив, що «Літопис» є одним із небагатьох зразків дорослого українського фентезі «з інтригами та вбивствами, альтернативною історією, неоднозначними персонажами, з додаванням сексу та зради, з пошуками себе, зневірою та безвихіддю». Він також схвально поставився до органічного представлення української історії, культури й міфології. На думку Ганни Улюри з LiRoom трилогія — «наче “Трьох мушкетерів” покусав “Марко Проклятий” і вони от-от обернуться на “Вогнем і мечем”.» Максим Христенко з babai.co.ua відзначив якісний і правдоподібний альтернативно-історичний сетинг, глибоко пропрацьовану міфологію та загальну якість і глибину твору.